# Sixième circonscription de la préfecture d'Aichi
La sixième circonscription de la préfecture d'Aichi (愛知県第6区, Aichi-ken dai-roku-ku) est l'une des seize circonscriptions législatives que compte la préfecture d'Aichi au Japon.

## Description géographique
Entre 1994 et 2002, la sixième circonscription de la préfecture d'Aichi regroupait les villes de Kasugai et Komaki et le district de Nishikasugai.
Entre 2002 et 2017, elle réunissait les villes de Kasugai, Inuyama et Komaki.
Entre 2017 et 2022, elle comprenait les mêmes unités administratives ainsi qu'une partie de la ville de Seto.
Depuis 2022, elle correspond aux villes de Seto et Kasugai,.

## Députés
| Législature | Début de mandat | Fin de mandat | Député élu            | Parti politique | Parti politique |
| ----------- | --------------- | ------------- | --------------------- | --------------- | --------------- |
| 41e         | 1996            | 2000          | Shōzō Kusakawa (ja)   |                 | Shinshintō      |
| 42e         | 2000            | 2003          | Yūkichi Maeda (ja)    |                 | PDJ             |
| 43e         | 2003            | 2005          | Yūkichi Maeda (ja)    |                 | PDJ             |
| 44e         | 2005            | 2009          | Hideki Niwa (ja)      |                 | PLD             |
| 45e         | 2009            | 2011          | Yoshihiro Ishida (ja) |                 | PDJ             |
| 45e         | 2011            | 2012          | Hideki Niwa           |                 | PLD             |
| 46e         | 2012            | 2014          | Hideki Niwa           |                 | PLD             |
| 47e         | 2014            | 2017          | Hideki Niwa           |                 | PLD             |
| 48e         | 2017            | 2021          | Hideki Niwa           |                 | PLD             |
| 49e         | 2021            | 2024          | Hideki Niwa           |                 | PLD             |
| 50e         | 2024            | -             | Hideki Niwa           |                 | PLD             |